# República Autónoma Socialista Soviética de Mari
La República Autónoma Socialista Soviética de Mari (en ruso: Марийская Автономная Советская Социалистическая Республика, romanizado: Mariïskaïa Avtonomnaïa Sovietskaïa Sotsialistitcheskaïa Respoublika, en mari: Марий Автоном Совет Социализм Республик, romanizado: Mariïskaïa Avtonomnaïa Sovietskaïa Sotsialistitcheskaïa Respoublika), fue una república autónoma de la antigua Unión Soviética dentro de la República Socialista Federativa Soviética de Rusia. Fue creada tras el ascenso a república autónoma del óblast autónomo de Mari. Después de la disolución de la Unión Soviética, la RASS de Mari se convirtió en la República de Mari, sujeto de la Federación de Rusia.